# Candra Wijaya
Candra Wijaya (Cirebon, 16 de septiembre de 1975) es un deportista indonesio que compitió en bádminton, en la modalidad de dobles.
Participó en los Juegos Olímpicos de Sídney 2000, obteniendo una medalla de oro en la prueba de dobles. Ganó tres medallas en el Campeonato Mundial de Bádminton entre los años 1997 y 2005.

## Palmarés internacional
| Juegos Olímpicos   | Juegos Olímpicos         | Juegos Olímpicos | Juegos Olímpicos |
| Año                | Lugar                    | Medalla          | Prueba           |
| ------------------ | ------------------------ | ---------------- | ---------------- |
| 2000               | Sídney (Australia)       | Medalla de oro   | Dobles           |
| Campeonato Mundial |                          |                  |                  |
| Año                | Lugar                    | Medalla          | Prueba           |
| 1997               | Glasgow (Reino Unido)    | Medalla de oro   | Dobles           |
| 2003               | Birmingham (Reino Unido) | Medalla de plata | Dobles           |
| 2005               | Anaheim (Estados Unidos) | Medalla de plata | Dobles           |